# Jiří Štoček
 Jiří Štoček (* 10. května 1977, Ostrov), je český šachový velmistr.

## Kariéra
velmistr od roku 1998 (mezinárodní mistr 1994)
do 1993 člen klubu TJ Ostrov, 1993-2006 Ingem Plzeň, 2006-2009 opět TJ Ostrov, od 2009 Novoborský ŠK, od 2011 Lysá nad Labem

### Některé výsledky

#### Zápasy
2,5:1,5 (1:0=3) přátelský zápas se S. Movsesianem, Plzeň 2001

#### Otevřené turnaje
1.-6. Pardubice 1998
1.-3. Sautron 2003
2.-10. Philadelphia (World Open) 2004
2.-10. Pardubice 2008
3.-7. Philadelphia (World Open) 2009
2.-5. Wheeling (Chicago Open) 2010
1.-2. Las Vegas (NorthAmerican Open) 2010
3.-8. Philadelphia (Philadelphia Open) 2011
2.-3. Canberra (Doeberl Cup) 2013
3.-4. Parramatta (Sydney International Open) 2013
1. Czech Open 2019
3. Pardubice Open 2024

#### Uzavřené turnaje
1.-2. Prešov 2000
1. Přerov 2001
2. Karlovy Vary 2004, mistrovství ČR
1.-2. Karlovy Vary 2005, mistrovství ČR
1. Pardubice 2011, mistrovství ČR

#### Rapid šach
1. Pardubice 2005, otevřené mistrovství ČR

#### Za družstva
2001-2010 několikrát nejlepší výsledek na 1.šachovnici ve slovenské extralize (Košice), v sezóně 2006/7 se 100% ziskem bodů.

#### Juniorské soutěže
2.-4. Hania 1994, mistrovství Evropy do 18 let.

## Účinkování v reprezentaci
Českou republiku reprezentoval na Šachových olympiádách v letech 2004, 2008 a 2012, na Mistrovstvích Evropy družstev v letech 2003, 2005, 2011 a 2013.

## Účinkování v české extralize
Od roku 1994 do 2006 hrál extraligu za team Ingem Plzeň, poté v sezóně 2006-2007 v Pardubicích, dále v letech 2007-2011 v Novoborském ŠK a od roku 2011 hraje za družstvo Výstaviště Lysá nad Labem.

## Herní styl
Jiří Štoček se řadí svým stylem mezi aktivní poziční šachisty. Pokud se dostane k iniciativě a útoku, stává se soupeří nebezpečným. Rád obětuje pěšce za kompenzaci nebo útok. Jeho další silnou zbraní je přesný propočet a taktický postřeh. V zahájení rád zkoumá starší zapomenuté varianty, které oživuje svými novinkami.

## Publikační činnost
Pravidelně v časopisech ŠachInfo (1998-2014), Mat (1998-2003) a k teorii zahájení v časopise Chess Informant. Některé statě, například na téma šachové historie, jsou přístupné volně na webu TJ Ostrov[2].